# Melanoma uveale
Il melanoma uveale è un cancro (melanoma) dell'occhio che coinvolge l'iride, il corpo ciliare o la coroide (nell'insieme raggruppati con termine "uvea"). I tumori nascono da cellule pigmentate (melanociti) che residuano nell'uvea e che sono responsabili del colore degli occhi. Questi melanociti uveali sono diversi dalle cellule epiteliali dell'epitelio pigmentato retinico: ne consegue che lo strato sottostante la retina non dà origine a melanomi.

## Storia
Venne riportato per la prima volta nella letteratura scientifica durante gli anni 1809-1812 grazie all'intervento di due chirurghi scozzesi: Allan Burns e James Wardrop.

## Epidemiologia
I melanomi uveali sono i principali tumori primari intra-oculari della popolazione adulta. La sua incidenza è rimasta costante nel corso degli anni.

## Causa
La causa responsabile del melanoma uveale non è stata ancora scoperta. I nevi uveali sono tuttavia comuni (10% della popolazione caucasica), ma raramente si trasformano in melanomi.

## Tipi
I melanomi uveali, di solito denominati dall'informazione pubblica "melanomi oculari" possono formarsi in qualsiasi delle tre parti dell'uvea: sono categorizzati di solito in base al loro sito primario di insorgenza. Esempio: melanoma coroideo, melanoma del corpo ciliare, melanoma dell'iride.
Tumori più grandi di solito coinvolgono due o più porzioni dell'uvea e di conseguenza possono essere rinominati con termini composti. C'è bisogno di fare questa distinzione perché ad esempio i melanomi veri dell'iride (di solito neoformati nello spessore dell'iride) hanno diversa eziologia e prognosi di altri melanomi (ad esempio quelli che si sono neoformati in altri siti e che in secondo momento hanno invaso l'iride). Perciò questi tumori sono di solito rinominati come "Melanomi uveali posteriori".